# Oliver Wilkes
Oliver Wilkes (14 de julho de 1995) é um remador britânico.

## Carreira
Wilkes ganhou destaque após ganhar a medalha de prata no quatro timoneiro, no Campeonato Mundial de Remo Sub-23 de 2017 em Plovdiv. Wilkes mais tarde ganhou uma medalha de ouro no Campeonato Europeu de Remo de 2023. No Campeonato Mundial de Remo de 2023 em Belgrado, ele ganhou uma medalha de ouro no Campeonato Mundial no revezamento quatro sem timoneiro masculino.
Nos Jogos Olímpicos de Verão de 2024, em Paris, conquistou a medalha de bronze na competição de quatro sem masculino, ao lado de David Ambler, Matt Aldridge e Freddie Davidson com o tempo de 5:52.42.